# Morangos com Açúcar
Morangos com Açúcar (Fraises au sucre) est une série télévisée pour adolescents de la chaîne portugaise TVI, diffusée en neuf saisons du 30 août 2003 au 15 septembre 2012.
Elle a donnée naissance à une franchise avec une adaptation cinématographique, intitulée Morangos com Açúcar – O Filme, sortie en 2012 au cinéma, et un reboot du même titre lancé en 2023 en simultané sur TVI et Prime Video.

## Synopsis
Chaque saison se concentre sur de nouveaux personnages. Leur histoire se déroule le long de l'année scolaire dans un lycée privée ou public, avec une deuxième partie de saison lors des vacances d'été. 

## Distribution
- Benedita Pereira (pt) : Joana
- João Catarré (pt) : Filipe ("Pipo")
- Pedro Teixeira (pt) : Simão
- Cláudia Vieira (pt) : Ana Luísa
- Isaac Alfaiate (pt) : André
- Mafalda Matos (pt) : Sofia
- Ângelo Rodrigues (pt) : Luís
- Mariza Pérez : Mariana
- Diogo Costa Reis (pt) : Diogo
- Júlia Belard : Raquel
- Laura Galvão (pt) : Madalena
- Pedro Rodil (pt) : Rodrigo
- Francisco Adam : Dino
- Diogo Amaral : Ricardo Moura Bastos

## Saisons
1. Saison 1 (2003-2004)

- Morangos com Açúcar (épisodes 1 à 234)
- Férias de Verão (épisodes 235 à 291)

1. Saison 2 (2004-2005)

- O Regresso às Aulas (épisodes 1 à 167)
- Férias de Verão (épisodes 168 à 225)

1. Saison 3 (2005-2006)

- Geração Rebelde (épisodes 1 à 144)
- Férias de Verão (épisodes 145 à 255)

1. Saison 4 (2006-2007)

- Espírito Rebelde (épisodes 1 à 190)
- Férias de Verão (épisodes 191 à 258)

1. Saison 5 (2007-2008)

- Geração Rebelde (épisodes 1 à 194)
- Férias de Verão (épisodes 195 à 262)

1. Saison 6 (2008-2009)

- Espírito Rebelde (épisodes 1 à 180)
- Férias de Verão (épisodes 181 à 246)

1. Saison 7 (2009-2010)

- Vive o Teu Talento (épisodes 1 à 194)
- Vive o Teu Verão (épisodes 195 à 265)

1. Saison 8 (2010-2011)

- Agarra o Teu Futuro (épisodes 1 à 204)
- Agarra o Teu Verão (épisodes 205 à 268)

1. Saison 9 (2011-2012)

- Segue o Teu Sonho (épisodes 1 à 178)
- Férias de Verão (épisodes 179 à 221)

## Lieux de tournage
La plupart des épisodes sont filmés en studio à Vialonga. Les scènes d'extérieur sont tournées à Cascais ou Oeiras.
En 2010, la saison est tournée entre Londres, Ericeira et Óbidos.

## Apparition de célébrités
Des célébrités faisaient leur apparition dans la série. Le groupe britannique Sugababes intervient dans la première saison pour interpréter Too Lost in You qui fait partie de la bande son de la série.
La chanteuse Melanie C apparaît dans la cinquième saison.